# Seleção Monegasca de Futebol
A Seleção Monegasca de Futebol representa o principado de Mônaco nas competições de futebol e é controlada pela Federação Monegasca de Futebol. Não é filiada à FIFA nem à UEFA, e portanto, não pode disputar a Copa do Mundo nem a Eurocopa.
Em 2003, Mônaco foi um dos membros fundadores da NF-Board, que organiza campeonatos entre seleções nacionais não reconhecidas, e aceitou o convite para disputar a Copa do Mundo VIVA, onde terminaram em segundo lugar, depois de perder a final para a Lapônia por 21-1. Em maio de 2010, a Federação Monegasca de Futebol decidiu retirar-se da NF-Board, devido à decisão do príncipe Alberto II de não permitir a utilização de qualquer símbolo nacional em jogos da seleção monegasca.
Mônaco, no entanto, tem um clube altamente bem sucedido, o AS Monaco, equipe formada quase que inteiramente por jogadores não monegascos, a qual a seleção nacional não tem nenhuma relação. Atualmente, o clube disputa a primeira divisão francesa, e seu maior feito foi o vice na Liga dos Campeões da UEFA de 2003-04.

## Torneios disputados

### VIVA World Cup
| Ano   | Fase         | Posição | V | E | D | GP | GC |
| ----- | ------------ | ------- | - | - | - | -- | -- |
| 2006  | Finalista    | 2       | 1 | 0 | 2 | 4  | 37 |
| 2008  | Não disputou |         |   |   |   |    |    |
| Total | 1/2          |         | 1 | 0 | 2 | 4  | 37 |

## Jogos contra seleções nacionais
| 29-04-2017 | Itália         | Vaticano     | Mônaco    | 0–0   |
| 10-05-2014 | Itália         | Vaticano     | Mônaco    | 2–0   |
| 06-04-2014 | Ilha de Man    | Ellan Vannin | Mônaco    | 0–10  |
| 22-06-2013 | França         | Mônaco       | Vaticano  | 2–0   |
| 13-02-2013 | França         | Provença     | Mônaco    | 1–6   |
| 06-10-2012 | França         | Récia        | Mônaco    | 1–2   |
| 07-05-2011 | Itália         | Mónaco       | Vaticano  | 2–1   |
| 03-04-2010 | Occitânia      | Occitânia    | Mônaco    | 5–1   |
| 20-12-2008 | Mónaco         | Provença     | Mônaco    | 3–2   |
| 08-11-2008 | Occitânia      | Occitânia    | Mônaco    | 2–2   |
| 20-12-2008 | Mónaco         | Provença     | Mônaco    | 3 - 2 |
| 08-11-2008 | Occitânia      | Occitânia    | Mônaco    | 2-2   |
| 24-11-2006 | VIVA World Cup | Lapônia      | Mônaco    | 21-1  |
| 23-11-2006 | VIVA World Cup | Lapônia      | Mônaco    | 14-0  |
| 21-11-2006 | VIVA World Cup | Occitânia    | Mônaco    | 2-3   |
| 22-04-2006 | França         | Mônaco       | Kosovo    | 1-7   |
| 18-02-2006 | França         | Mônaco       | Chechênia | 13-1  |
| 17-12-2005 | França         | Mônaco       | Occitânia | 2-1   |
| 27-05-2005 | Gibraltar      | Gibraltar    | Mônaco    | 4-0   |
| 12-02-2005 | Occitânia      | Occitânia    | Mônaco    | 0-0   |
| 23-11-2002 | Itália         | Mônaco       | Vaticano  | 0-0   |
| 18-02-2002 | França         | Mônaco       | Gibraltar | 2-2   |
| 14-07-2001 | Alemanha       | Mônaco       | Tibete    | 2-1   |

## Equipe
Jogadores convocados para o amistoso contra o Vaticano em 22 de junho de 2013.
| n° | Jogador                | Posição       | Jogos (gols) | Clube             |
| -- | ---------------------- | ------------- | ------------ | ----------------- |
| 1  | Fabrice De Franco      | Goleiro       |              |                   |
| 16 | Maxime Julien          | Goleiro       |              |                   |
| 23 | Anthony Minioni        | Goleiro       |              |                   |
| 2  | Marc Vassallo          | Defensor      |              | Fonction Publique |
| 3  | Jeremy Hébert          | Defensor      |              |                   |
| 4  | Fabien Petit           | Defensor      |              |                   |
| 5  | Jean-Paul Pennacino    | Defensor      |              |                   |
| 13 | Olivier Sabine         | Defensor      |              |                   |
| 19 | Kévin Santini          | Defensor      |              |                   |
| 20 | Jean-Max Janel         | Defensor      |              |                   |
| 21 | Yohan Garino           | Defensor      | 16 (-)       |                   |
| 6  | Jonathan Landau        | Meio-campista |              |                   |
| 10 | Eric Fissore           | Meio-campista |              |                   |
| 14 | Nasser Mboreha         | Meio-campista |              |                   |
| 15 | Anthony Rinaldi        | Meio-campista |              |                   |
| 17 | Maximilian Agliardi    | Meio-campista |              |                   |
| 22 | Olivier El-Missouri    | Meio-campista |              |                   |
| 24 | Alain Dioury           | Meio-campista |              |                   |
| 25 | Romain Armita          | Meio-campista |              |                   |
| 26 | Morgan Escarras        | Meio-campista |              | Fonction Publique |
| 27 | Michael Baranes        | Meio-campista |              |                   |
| 9  | Olivier Lechner        | Atacante      | - (14)       | Sun Casino        |
| 13 | Julien Sirio           | Atacante      |              |                   |
| 28 | Arnaud Sbarrato        | Atacante      |              |                   |
| 29 | Fernand Sabatel        | Atacante      |              |                   |
| 30 | Thomas Degl'innocenti  | Atacante      |              |                   |
| 31 | Albert Pacolli-Rinaldi | Atacante      |              |                   |